# 遂平站
遂平站，位于中华人民共和国河南省驻马店市遂平县灈阳街道，是京广铁路上的火车站，建于1903年，由武汉局集团管辖。

## 歷史
- 建于1903年。

## 旅客列车目的地
目前本站仅有一趟旅客列车停靠，为湛江开往北京西的K158次列车。

## 車站周邊
- 遂平县盐业管理局
- 中国移动遂平火车站营业厅
- 中国农业银行建设东路支行
- 中国联通遂平火车站营业厅
- 遂平县工业和信息化局
- 遂平县第二高级中学
- 遂平县人民政府
- 遂平县奥林匹克体育场
- 遂平联通商务酒店
- 遂平县图书馆
- 中国邮政储蓄银行建设路支行
- 中国工商银行遂平支行
- 遂平县人民医院
- 中国建设银行遂平支行中心分理处
- 遂平汽车站

## 外部連結
- 中国铁路客户服务中心 （页面存档备份，存于）